# Дружний (Селтинський район)
Дру́жний (рос. Дружный) — виселок у складі Селтинського району Удмуртії, Росія.

## Населення
Населення — 3 особи (2010; 16 в 2002).
Національний склад станом на 2002 рік:
- удмурти — 75 %

## Урбаноніми[3]
- вулиці — Зелена